# Epilohmannia multisetosa
Epilohmannia multisetosa är en kvalsterart som beskrevs av Hammer 1971. Epilohmannia multisetosa ingår i släktet Epilohmannia och familjen Epilohmanniidae. Inga underarter finns listade i Catalogue of Life.